# El Aroussa (délégation)
El Aroussa est une délégation tunisienne dépendant du gouvernorat de Siliana.
En 2004, elle compte 9 783 habitants dont 4 806 hommes et 4 977 femmes répartis dans 2 303 ménages et 2 561 logements.